# Lagurus ovatus
La lágrimas de la Virgen o cola de liebre  (Lagurus ovatus) es una especie de plantas de la familia de las poáceas.

## Descripción
Planta cuya panícula terminal de aspecto suave y ovalado, en la que se conjuntan espiguillas y pelos blancos y sedosos, la ha hecho acreedora de alusivos epítetos latinos y castellanos. Las lígulas también son vellosas y los tallos muy delgados, casi capilares.

## Hábitat
Laderas y sitios despejados, sobre todo en arenales cercanos al mar. 

## Observaciones
Es planta recolectada con frecuencia para hacer ramos secos para decoración. En algunos lugares se suelen colorear las panículas terminales y hacer con ellas manojos polícromos para floreros.

## Distribución
Esta especie es espontánea en África del Norte, (desde Marruecos a Egipto), en los archipiélagos del Atlántico (Azores, Madeira y Canarias), en Europa meridional (Francia, España, Portugal, Italia, ex-Yugoslavia, Grecia) y en el Próximo-Oriente en (Israel, Líbano, Turquía, Siria).
Se ha naturalizado en las islas británicas  y en otros continentes.

## Nombres comunes
- Castellano: cola de conejo, cola de liebre, jopillo de conejo, jopo de ratón, lágrimas de la Virgen, pelillo de conejo, rabillo de conejo, rabo de conejo, rabo de liebre.[2]